# 霊性 (キリスト教)
キリスト教神学における霊性(英語:Spirituality(スピリチュアリティ)、ラテン語:spiritualitas)について概説する。
霊性というカトリック神学用語の起源は5世紀に遡り、神学用語として積極的に用いられるようになったのは20世紀初めで、その後はキリスト教用語の枠を越えて広く宗教用語や一般文化用語として用いられている。

三位一体の盾。聖霊なる神（ラテン語: SPIRITUS SANCTUS)、父なる神、子なる神(イエス・キリスト）の三つの位格。

## 語義

### 古代ヘブライ・ギリシアからキリスト教神学での変遷
カトリック神学用語として霊性が使用されたのは5世紀に遡る。その背景にはパウロが使った「霊」（ギリシア語でプネウマ）がある。
霊性（Spirituality）と霊（Spirit）が欧米日本共に近似しているため両者を混同しやすいため、その区別を確かめることは重要である。
Spirituality（スピリチュアリティ）は、古典ギリシャ語のπνευμα （プネウマ)、ψυχή（プシュケー）、ヘブライ語のרוח（ルーアハ）、ラテン語のspiritus（スピリトゥス）、英語のspirit（スピリット）を語源とし、聖書の日本語訳では聖霊、御霊とも訳されてきた。従来の日本のキリスト教においては「霊的」という言葉が使われてきたが、キリスト教でもその歴史のなかで修道院における霊的観想や霊的修練を見直す運動につながるなど、神に従って生きようとするキリスト者の歩みの総体を「霊性」という言葉で表現するようになった。
霊性という言葉は使われはじめた当初から新プラトン主義的な身体や物質と対立する意味での「魂（プシュケー）」に概念的な接近を見せている。金子晴勇によれば、『旧約聖書』の「霊（ルーアッハ）」・『新約聖書』の「霊（プネウマ）」とプラトン主義的な「霊（プシュケー）」には相違が見られる。プシュケー、プネウマはもともと気息を意味した。
奥村一郎は、霊性を、霊（プネウマ）と魂（プシュケー）と体（ソーマ）の三原理を統合するものと定義し、霊は円の中心にあり、体は円周に、魂（または精神、心）は円の内にある。奥村は「人間の中心にあって本来みえない霊の働きが、魂という精神機能を通して心理現象となり、次に体がそれに目に見える形象を与えるとき霊性となる」と解説する。

### ヘブライ語：ルーアッハ
旧約聖書のヘブライ語 רוח(ルーアッハ、ルーアハ)は、神の霊、息、風を意味する。ネシャマーと同義である。ルーアハは創世記1-2で「神の霊」と訳され、天地創造で唯一動くものである。
ルーアッハはまずもって人間を活かす生命力であり、肉とともに神と関係する人間を示すのみであるという見方もある。
梶原直美のヘブライ語からの用語変遷の整理では、
- ネシャマー(ルーアハ)→プネウマ→スピリトゥス→スピリット（命の息）
- ネフェシェ→プシュケー→アニマ→ソウル（生きる者）

となる。

### 古典ギリシャ語

#### プネウマ
古典ギリシャ語:πνευμα （プネウマ)は、動詞「吹く」 希: πνεω を語源とし、気息，風，空気、大いなるものの息、存在の原理の意。呼吸、気息，生命、命の呼吸、力、エネルギー、聖なる呼吸、聖なる権力、精神、超自然的な存在、善の天使、悪魔、悪霊、聖霊などを意味した。日本では「聖霊」、日本ハリストス正教会では「神（しん）」と訳す。

#### プシュケー
古典ギリシャ語:Ψυχή、ψυχή(プシュケー)は、動詞ψύχω（プシュコー、吹く）から形成され、呼吸、息、生命、命、生命力、生命の呼吸、生きること、Bodyに対するSoul（精神、魂、心)、spirit(精神),ghost（ゴースト、霊、幽霊）, 感情や情念の座、心臓、心、性格、人格、道徳的立場、自然、知性の座、意志や欲望の座、地獄で生き残ることなどを意味した。霊魂も意味する。動詞ψύχω（プシュコ―）は吹く、呼吸する、冷たくなる、死ぬの意。日本ハリストス正教会では「プシヒ、霊」と訳す。マルコによる福音書でプシュケーは「命」と訳された。
プラトン主義の伝統においては、プシュケーを持っていることで人間が本質的に神と同族であるという確信があった。
プネウマ(pneuma)はもともと気息，風，空気を意味したが，ギリシャ哲学では存在の原理とされた。空気中のプネウマ（精気、空気、気息）が体内に取り込まれ生体を活気づけると、アナクシメネス、ヒポクラテスらは考え、アリストテレスは植物プシュケー、動物プシュケー、理性プシュケーの3種のプシュケー(精気)を区別し、ガレノスも肝臓にある自然精気、心臓にある生命精気 (Pneuma zoticon) 、脳にある動物精気 (Pneuma physicon) の3つを考えた。アリストテレスやガレノスのプシュケー(精気)をスピリトゥスとして標記する研究もある。
新約聖書のプネウマでは、神の霊と人間の霊とは区別されているので、プロティノスの思想はキリスト教に近いように見えるが、実はそうではない。

### ラテン語:スピリトゥス
プネウマはラテン語でスピリトゥス(spiritus)と訳された。スピリトゥスは、空気の動き、呼吸、息、生命の原理、聖なる息、soul(bodyに対する心、精神、魂）、自尊心、誇り、感情、道徳などを意味した。
スピリトゥスは霊、また人格性を有する自己自身を指すアニマとの対比で、非人格的な原理を意味する。ルネサンス時代のエラスムスも『エンキリディオン』8章で、魂が肉を離れて、完全なる霊（スピリトゥス）に近づくことを勧告した。またフィチーノではスピリトゥスを「医者は血液の気化したものと定義している」といっていた。

### 聖霊
- 希: Άγιο Πνεύμα(アギオ・プネヴマ、ハギオ・プネウマ)、羅: Spiritus Sanctus、英: Holy Spiritは、日本では聖霊、日本ハリストス正教会では「聖神」と訳す[21]。

### 日本語訳聖書における霊性
漢語としての「霊性」は超人的な力能をもつ不思議な性質や聡明な天性、才知、能力を意味したが、そして聖書の日本語訳において「霊性」は、1880年の「新約全書」の中で英語のthe spirit of holiness（聖霊)の訳語として使用された。
明治元訳聖書
日本語訳聖書の訳語としての「霊性」は、1876年(明治9年）より順次分冊刊行し、1880年(明治13年）に完訳した北英聖書會社(スコットランド聖書協会)による『新約全書』(明治元訳聖書)の羅馬書(ローマの信徒への手紙)第1章4「彼は肉体に由ればダビデの裔より生れ、聖善の霊性に由ば甦りし事によりて明らかに神の子たること顕れたり」における「聖善の霊性」に見られる。また1881年(明治14年）に米國聖書會社が訳した『新約全書』でも同様である。
なお、1902年（明治35年)の日本正教会訳『我主イイススハリストスの新約』では「聖善の霊性」は「聖徳の神（しん）」、1917年（大正6年）の大正改訳聖書では「潔き靈」と訳された。
この「聖善の霊性」として日本語に翻訳された原語は、カトリック教会の標準ラテン語訳聖書ヴルガータではspiritum sanctificationis、ギリシア語訳ではπνεῦμα（プネウマ）、英訳では1526年のティンダル訳聖書ではthe holy gooiest、1568年のThe Bishops' Bibleでは the spirite、ジェイムズ王欽定訳聖書ではthe spirit of holinessであり、聖霊、聖なる霊としても訳されているものである。
漢訳聖書
日本語訳聖書に先立って翻訳された1813年のロバート・モリソン(Robert Morrison,馬禮遜)とウイリアム・ミルン(William Milne)による漢訳聖書『新遺詔書』では「聖風」と訳された。さらにメドハースト代表委員会訳が1852年『新約全書』、1854年『旧約全書』が出版されたあとの1863年にブリッジマン・カルバートソン版『新約全書』(美華書局、上海)では「聖徳之霊」と訳された。日本語訳聖書明治元訳を作成するにあたって使われたのはこの上海美華書館発行の1863年ブリッジマン・カルバートソン版であり、明治元訳聖書には漢訳聖書の表記の多くが引き継がれている。その後、1919年の和合本では「聖善的靈」、1968年の思高聖経では「聖的神性」（聖なる神性）、1999年の牧霊聖経では「神圣的神性」（神聖な神性）と中国語に訳されている。

### Spiritualityの用例史
英語Spiritualityの類義語も含めた用例史について概説する。いずれの類義語もラテン語のスピリトゥス(spiritus)を語源とする。綴りには、spiritualite,spiritualitie,spirituallitie,spirituelity,spyrytualite,spirittualityなどがある。
Spirit
Spirit(スピリット)は1256年頃の用例があり、これは古フランス語esp(e)rit(e)の語頭音消失である。日本訳語では霊、霊魂、亡霊、精神など。spiritにはギリシヤ語の語源にある息、呼吸という意味は歴史的研究をのぞいて通常の使用法としてはなくなっている
Spiritual
Spiritualは1303年頃の用例があり、日本訳語は精神、霊的、教会の、聖霊の、超自然的存在の、心霊術の、などである。
Spirituelは、1673年頃に（女性が）高雅な、という意味での用例がある。
Spritualty
1378年頃にspritualtyの用例があり、これはSpiritualityと同義語である。
Spirituality
霊的な体、聖職者を意味するSpiritualityは1513年のLife Henry V.や、1583年のPHILLIP STUBBES'S ANATOMY ABUSES IN ENGLAND SHAKSPERE'S YOUTHなどにある。
Spiritualty
Spiritualism
Spiritualism（スピリチュアリズム)の初出は1796年である。

## 霊性史

### 新約聖書の霊
新約聖書のプネウマ(πνευμα) は、聖霊、御霊とも訳される。
1901年のアメリカ標準訳聖書（American Standard Version）ではthe Holy Spiritとthe Spiritとある。
1611年のジェイムズ王欽定訳聖書ではthe Holy Ghost,the Spiritとある。
新約聖書のプネウマは死を越えていく存在様式や生命力を指すこともあるが、プシュケーとは異なり、それらの多くは人間的な意味である。つまり神の霊と人間の霊とは区別されている。

#### 神の霊
新約聖書での「霊」はまず何よりも「神の霊」である。

#### 人間の霊
そして、神によって造られた人間も霊を有する。ステパノはイエスに「私の霊をお受けください」と祈る（使徒言行録7:59)。
死んだ聖徒は「全うされた義人たちの霊」といわれた（ヘブル人への手紙12-23)。
この他、悪霊などもある。

#### 真の霊性
霊性は、聖霊によって生み出され、肉とは対立するとされる。
肉とは、ねたみや争い、党派心、不品行、他の人を顧みないこと、見下すこと、教会全体の益を図らず好き勝手に賜物を用いる利己的な態度、愛の欠けた自己中心的態度、貪欲、欺きや虚偽不正、偏見や差別、性的不道徳などがあり、真の霊性とはこうした肉に支配されず聖霊によって生きることに他ならない。
真の霊性は、父なる神とイエスに従い続けていくことで得られ、教会をはじめとする共同体の霊性とされる。
キリスト教的倫理に遵った生活は、「洗礼の際、神によって注がれた霊に遵って生きること」とされた。

### 教父神学
プラトン主義とキリスト教の混交が始まるのは、教父哲学においてであり、オリゲネスの霊性理解はプラトン主義に接近している。それに対しエイレナイオスは霊と肉の区別（霊肉二元論の強調）を批判し、その傾向が著しいグノーシス主義を排斥している。カトリック大事典では、グノーシス、新プラトン主義からのキリスト教的霊性への影響があり、また教父神学は霊性と一体であるとする。

### 中世
中世ヨーロッパでは、ベネディクト会、クリュニー系修道院、シトー会、ドミニコ会、フランチェスコ会などの修道院において、修道院生活は霊性の中心に位置づけられた。
12・13世紀に霊性は、人間の「超自然性」「非物質性」を意味し、さらには国家に対する教会法的意味での教会の聖職を指す用語となった。中世の政治思想において国家は、「世俗的なるもの」に対する「霊的なるもの」の優位という階層秩序観に基づき、教会への奉仕を求められることになる。ハンナ・アーレントは、中世においては政治秩序の支配する「公的領域が非常に限られた統治の領域に変形した」という。
イエズス会のイグナチオ・デ・ロヨラは『霊操』で霊性を鍛えることで神の意志を見出すとした。
この他、カトリック大事典では、トマス・アクィナス、ボナヴェントゥラ、デヴォティオ・モデルナ、トマス・ア・ケンピス、アビラのテレサ、ファン・デ・ラ・クルス、カテリーナ、17世紀フランスの霊的著作家、フランソア・ド・サル、フェヌロンの静寂主義、ジャンセニスム、パスカル、マルグリット・マリー・アラコックら民衆の霊性から啓蒙思想にも霊性は見出され、フランス革命を経てマリア信心の高揚などがその例とされている。

### プロテスタントの霊性
ドイツではFrömmigkeitという概念があり、マルティン・ルター、敬虔主義、ジャン・カルヴァンなども霊性史の一部として、さらにイングランド国教会、ジョン・ヘンリー・ニューマン、オックスフォード運動、カール・バルト、ディートリヒ・ボンヘッファー、ユルゲン・モルトマンなどの神学も事例として挙げられている。1520年代にいた神秘的な合一を目指す神秘主義的傾向を持つSpiritualistenは「霊性主義者」と訳される。

### 霊性神学
19世紀にはジャン・バティスト・マリー・ヴィアンネ、カテキズム運動、青少年運動、信心会の活動、宣教会、リジューのテレーズなどがあり、19世紀に霊性神学が成立した。

### 現代
現代では第2バチカン公会議、イグナティウス、黙想についての東洋的霊性から学ぶ動きがあり、ティヤール・ド・シャルダン、K・ラーナー、エキュメニカル運動などがある。